# Костуин
Костуин (каз. Қостүйін) — село в Отырарском районе Туркестанской области Казахстана. Входит в состав Караконырского сельского округа. Код КАТО — 514839600.

## Население
В 1999 году население села составляло 211 человек (104 мужчины и 107 женщин). По данным переписи 2009 года, в селе проживало 213 человек (105 мужчин и 108 женщин).